# Rish Shah
Rish Shah, né le 17 décembre 1997 à Enfield (Londres), est un acteur anglo-indien. notamment connu pour son rôle dans la série télévisée Miss Marvel et dans la comédie adolescente Si tu me venges….

## Biographie
Rish Shash est né et a grandi à Enfield, au nord de Londres, de parents indiens originaires de Bombay et de Vadodara.

## Filmographie

### Cinéma
- 2021 : À tous les garçons : Pour toujours et à jamais de Michael Fimognari : Ravi
- 2021 : India Sweets and Spices (en) : Varun Dutta[3]
- 2022 : Si tu me venges… (Do Revenge) de Jennifer Kaytin Robinson : Russ
- 2023 : The Sweet East de Sean Price Williams : Mo

### Télévision

#### Séries télévisées
- 2017 : PrankMe : Asif (4 épisodes)
- 2019 : Years and Years : Ahmed
- 2019 : Doctors : Rajdeep Mishra
- 2020 : Casualty : Virat Dewala
- 2020 : Emmerdale Farm : Kirin Kotecha (5 épisodes)
- 2022 : Miss Marvel : Kamran (5 épisodes)
- 2023 : Obsession : Jay Farrow
- 2025 : Overcompensating : Miles